# 投影值测度
在数学中，特别是在泛函分析中，投影值测度是一种映射，其将给定集合的特定子集映射为给定的希尔伯特空间上的一个自伴投影算子。 投影值测度 (projection-valued measure, PVM) 在形式上类似于实值测度，不过其值是自伴投影而不是实数。与普通测度一样，也可以关于PVM进行复值函数的积分；这种积分的结果是给定希尔伯特空间上的线性算子。
投影值测度用于表达谱理论中的结果，例如自伴算子的谱定理，在这种情况下 PVM 有时被称为谱测度。自伴算子的博雷尔函数演算是通过关于 PVM 的积分构造的。在量子力学中，PVM 提供了投影测量的数学表述，它们可推广为正算子值测度（POVM），正如混合態或密度矩阵推广了純態的概念一样。

## 定义
设 {\displaystyle H} 是一可分复希尔伯特空间，而 {\displaystyle (X,M)} 是一（博雷尔）可测空间，其中 {\displaystyle X} 是一集合而 {\displaystyle M} 是 {\displaystyle X} 上的博雷尔σ-代数。投影值测度 {\displaystyle \pi } 是定义于 {\displaystyle M} 上、而取值为 {\displaystyle H} 上有界自伴算子的一类特定映射，其须满足以下性质：  
- 对任一 {\displaystyle E\in M}， {\displaystyle \pi (E)} 是一正交投影。
- {\displaystyle \pi (\emptyset )=0} 且 {\displaystyle \pi (X)=I} ，其中 {\displaystyle \emptyset } 表示空集、{\displaystyle I}为恒等算子。
- 若 {\displaystyle M} 中有不交的子集 {\displaystyle E_{1},E_{2},E_{3},\dotsc } ，那么对于任一 {\displaystyle v\in H} ，

{\displaystyle \pi \left(\bigcup _{j=1}^{\infty }E_{j}\right)v=\sum _{j=1}^{\infty }\pi (E_{j})v.}
- 对任意 {\displaystyle E_{1},E_{2}\in M} ， {\displaystyle \pi (E_{1}\cap E_{2})=\pi (E_{1})\pi (E_{2}).}

第二、四个性质表明，如果 {\displaystyle E_{1}} 和 {\displaystyle E_{2}} 不相交（即{\displaystyle E_{1}\cap E_{2}=\emptyset } ）， 则像 {\displaystyle \pi (E_{1})} 和 {\displaystyle \pi (E_{2})} 之间正交。
令 {\displaystyle V_{E}=\operatorname {im} (\pi (E))} 及其正交补 {\displaystyle V_{E}^{\perp }=\ker(\pi (E))} 分别表示 {\displaystyle \pi (E)} 的像和核。若 {\displaystyle V_{E}} 是 {\displaystyle H} 的闭子空间，则 {\displaystyle H} 可以写成如下的正交分解 {\displaystyle H=V_{E}\oplus V_{E}^{\perp }} ，而 {\displaystyle \pi (E)\triangleq I_{E}} 是 {\displaystyle V_{E}} 上唯一满足所有四个性质的恒等算子。  
对于任意 {\displaystyle \xi ,\eta \in H} 和 {\displaystyle E\in M} ，可由投影值测度导出一个 {\displaystyle H} 上的复值测度，其定义为
{\displaystyle \mu _{\xi ,\eta }(E):=\langle \pi (E)\xi |\eta \rangle ,}
而其总变差至多为 {\displaystyle \|\xi \|\|\eta \|} 。 投影值测度亦可导出下面的实值测度：
{\displaystyle \mu _{\xi }(E):=\langle \pi (E)\xi |\xi \rangle .}
当 {\displaystyle \xi } 是单位向量时，其成为一个概率测度。

### 例子
设 {\displaystyle (X,M,\mu )} 是一个 σ-有限测度空间，且对于任一{\displaystyle E\in M} ，可有一相应的映射
{\displaystyle \pi (E):L^{2}(X)\to L^{2}(X)}
定义为
{\displaystyle \psi \mapsto \pi (E)\psi =1_{E}\psi ,}
即L2(X)上关于指示函数 {\displaystyle 1_{E}} 的乘法算子。那么 {\displaystyle \pi (E)=1_{E}} 定义了一个投影值测度。作为一个例子，若 {\displaystyle X=\mathbb {R} } 、 {\displaystyle E=(0,1)} 、 {\displaystyle \phi ,\psi \in L^{2}(\mathbb {R} )} ，于是就有这样一个复值测度 {\displaystyle \mu _{\phi ,\psi }} ，使得可测函数 {\displaystyle f:\mathbb {R} \to \mathbb {R} } 关于该测度的积分为
{\displaystyle \int _{E}f\,d\mu _{\phi ,\psi }=\int _{0}^{1}f(x)\psi (x){\overline {\phi (x)}}\,dx.}

## 投影值测度的扩张
如果 π 是博雷尔可测空间 {\displaystyle (X,M)} 上的投影值测度，则映射
{\displaystyle \chi _{E}\mapsto \pi (E)}
可扩张到 {\displaystyle X} 上阶跃函数所构成的向量空间上的线性映射。事实上，容易验证这个映射是一个环同态。该映射以一种典范的方式扩张到 {\displaystyle X} 上的全体有界复值博雷尔函数，并且有：
定理 — 对 {\displaystyle X} 上的任一有界博雷尔函数 {\displaystyle f} ， 有唯一的一个有界算子 {\displaystyle T:H\to H} 满足

{\displaystyle \langle T\xi \mid \xi \rangle =\int _{X}f(\lambda )\,d\mu _{\xi }(\lambda ),\quad \forall \xi \in H.}
其中 {\displaystyle \mu _{\xi }} 是一有限博雷尔测度，定义为：
{\displaystyle \mu _{\xi }(E):=\langle \pi (E)\xi \mid \xi \rangle ,\quad \forall E\in M.}
于是， {\displaystyle (X,M,\mu )} 构成一有限测度空间。
该定理对于无界可测函数 {\displaystyle f} 也成立，但是此时 {\displaystyle T} 将是希尔伯特空间上 {\displaystyle H} 的无界线性算子。
这允许为此类算子定义博雷尔函数演算，然后通过里斯-马尔可夫-角谷表示定理使其可用于可测函数。也就是说，若有可测函数 {\displaystyle g:\mathbb {R} \to \mathbb {C} } ，则存在唯一测度使得
{\displaystyle g(T):=\int _{\mathbb {R} }g(x)\,d\pi (x).}

### 谱定理
设 {\displaystyle H} 是一个可分复希尔伯特空间， {\displaystyle A:H\to H} 是有界自伴算子，而 {\displaystyle A} 的谱是 {\displaystyle \sigma (A)} 。谱定理说明，存在唯一的投影值测度 {\displaystyle \pi _{A}} ，其定义于博雷尔子集 {\displaystyle E\subset \sigma (A)} 上，而使得
{\displaystyle A=\int _{\sigma (A)}\lambda \,d\pi _{A}(\lambda ),}
当谱 {\displaystyle \sigma (A)} 无界时，积分须推广到 {\displaystyle \lambda } 为无界函数的情况。 

### 直积分
首先我们给出一个基于直积分的投影值测度的一般例子。设 {\displaystyle (X,M,\mu )} 是测度空间，且令 {\displaystyle \{H_{x}\}_{x\in X}} 是 {\displaystyle \mu }-可测的一族可分希尔伯特空间。对于每个 {\displaystyle E\in M} ，令 {\displaystyle \pi (E)} 为希尔伯特空间
{\displaystyle \int _{X}^{\oplus }H_{x}\ d\mu (x)}
上关于 {\displaystyle 1_{E}} 的乘法算子，那么 {\displaystyle \pi } 就是 {\displaystyle (X,M)} 上的一个投影值测度。
设 {\displaystyle \pi ,\rho } 是 {\displaystyle (X,M)} 上的投影值测度，其值分别为 {\displaystyle H,K} 的投影算子。称 {\displaystyle \pi ,\rho } 是幺正等价的，当且仅当存在一个幺正算子 {\displaystyle U:H\to K} 满足
{\displaystyle \forall E\in M,\quad \pi (E)=U^{*}\rho (E)U.}
定理 — 若 {\displaystyle (X,M)} 是标准博雷尔空间，则对于 {\displaystyle (X,M)} 上每个在可分希尔伯特空间之投影算子中取值的投影值测度 {\displaystyle \pi } ，都存在一个博雷尔测度 {\displaystyle \mu } 和一个 {\displaystyle \mu }-可测的希尔伯特空间族 {\displaystyle \{H_{x}\}_{x\in X}} ，使 {\displaystyle \pi } 幺正等价于这样一个投影值测度 {\displaystyle \rho } ， {\displaystyle \rho (E)} （ {\displaystyle E\in M} ）定义为希尔伯特空间
{\displaystyle \int _{X}^{\oplus }H_{x}\ d\mu (x).}
上关于 {\displaystyle 1_{E}} 的乘法算子。
{\displaystyle \mu } 的测度类以及测度按重数映射 {\displaystyle x\mapsto \dim H_{x}} 之结果归并而来的等价类完全刻画了投影值测度（在幺正等价的意义上，也就是说凡不能区分的PVM都幺正等价）。
一个投影值测度 {\displaystyle \pi } 称为是n重齐次(homogeneous)的，当且仅当重数函数具有常数值 {\displaystyle n} 。显然，
定理 — 任何在可分希尔伯特空间的投影中取值的投影值测度 {\displaystyle \pi } 都是齐次投影值测度的正交直和：
{\displaystyle \pi =\bigoplus _{1\leq n\leq \omega }(\pi \mid H_{n})}
其中
{\displaystyle H_{n}=\int _{X_{n}}^{\oplus }H_{x}\ d(\mu \mid X_{n})(x)}
以及
{\displaystyle X_{n}=\{x\in X:\dim H_{x}=n\}.}

## 在量子力学中的应用
在量子力学中，给定一个投影值测度，其定义域为一个可测空间 {\displaystyle X} ，陪域是希尔伯特空间 {\displaystyle H} 上的连续自同态所构成的向量空间，
- 希尔伯特空间 {\displaystyle H} 的射影空间被解释为量子系统的可能状态集 {\displaystyle \Phi }，
- 可测空间 {\displaystyle X} 是系统某些量子性质（可观测量）的值空间，
- 投影值测度 {\displaystyle \pi } 表示可观测量取各种值的概率。

{\displaystyle X} 的常见选择是实数集，但也可能是
- {\displaystyle \mathbb {R} ^{3}}（三维中的位置或动量），
- 离散集（用于角动量、束缚态能量等），
- 关于 {\displaystyle \varphi \in \Phi } 的任意命题的真值的二元素集，即“真”和“假”。

令 {\displaystyle E} 为可测空间 {\displaystyle X} 的可测子集， {\displaystyle \varphi } 为 {\displaystyle H} 中的归一化态矢，且其范数为一，即 {\displaystyle \|\varphi \|={\sqrt {\langle \varphi ,\varphi \rangle }}=1} 。对于处于状态 {\displaystyle \varphi } 的系统，其可观测量的值落在子集 {\displaystyle E} 中的概率为
{\displaystyle P_{\pi }(\varphi )(E)=\langle \varphi |\pi (E)(\varphi )\rangle =\langle \varphi |\pi (E)|\varphi \rangle ,}
其中，物理学中更倾向于使用后一种符号。
我们可以用两种方式来解析这一点。
其一，对于给定的 {\displaystyle E} ，投影 {\displaystyle \pi (E)} 是 {\displaystyle H} 上的一个自伴算子，其 1-本征空间（本征值 1 所对应的子空间）由可观测量的值始终落在 {\displaystyle E} 中的态矢构成，其 0-特征空间则由可观测量的值永不落在 {\displaystyle E} 中的态矢构成。
其二，对于任一给定的归一化态矢 {\displaystyle \psi } ， 
{\displaystyle P_{\pi }(\psi ):E\mapsto \langle \psi \mid \pi (E)\psi \rangle }
是 {\displaystyle X} 上的概率测度，从而使得可观测量的值成为随机变量。
可以用投影值测度 {\displaystyle \pi } 来进行的测量称为投影测量。
如果 {\displaystyle X} 是实数集，则存在关联于 {\displaystyle \pi } 的 {\displaystyle H} 上的厄米算子 {\displaystyle A} ，其将态矢 {\displaystyle \varphi \in H} 映射为
{\displaystyle A(\varphi )=\int _{\mathbb {R} }\lambda \,\mathrm {d} \pi (\lambda )(\varphi ),}
或者若 {\displaystyle \pi } 的支撑集是 {\displaystyle \mathbb {R} } 的一个离散子集，则可用更易读的形式写作
{\displaystyle A(\varphi )=\sum _{i}\lambda _{i}\pi ({\lambda _{i}})(\varphi )}

上述算子 {\displaystyle A} 被称为关联于该谱测度的可观测量。

## 推广
投影值测度的概念可推广到正算子值测度（POVM）。对于POVM，将恒等算子划分为投影算子所蕴含的正交性的要求不再是必要的，恒等算子转而被分解为一族不必正交的算子 。这一推广的动机源于在量子信息理论上的应用。

### 引注
1. ↑  Conway 2000，第41頁.
2. ↑  Hall 2013，第138頁.
3. ↑  Reed & Simon 1980，第234頁.
4. ↑  Rudin 1991，第308頁.
5. ↑  Hall 2013，第541頁.
6. 1 2  Conway 2000，第42頁.
7. ↑  Kowalski, Emmanuel,  (PDF), ETH Zürich lecture notes: 50, 2009  [2024-04-05], （原始内容存档 (PDF)于2024-01-20）
8. ↑  Reed & Simon 1980，第227,235頁.
9. ↑  Reed & Simon 1980，第235頁.
10. ↑  Hall 2013，第205頁.